# Bahitini
Bahitini (лат.) — триба прыгающих насекомых из подсемейства цикадок Deltocephalinae (Cicadellidae). Новый Свет: Северная Америка, Южная Америка, Центральная Америка. Среднего размера цикадки коричневого цвета. Голова равна или уже пронотума. Макросетальная формула задних бёдер равна 2+2+1. Жилкование передних крыльев сетчатое. Встречаются, главным образом в неотропических лесах. Сходны с трибой Selenocephalini Старого Света. 25 родов, 166 видов (Zahniser & Dietrich, 2013).
- Bahita Oman, 1938 (экс Athysanini) — typus
- Brincadorus Oman, 1938 (экс Athysanini)
- Caruya Linnavuori & DeLong, 1978 (экс Athysanini)
- Chonosina  Linnavuori & DeLong, 1978 (экс Athysanini)
- Concepciona  Linnavuori & DeLong, 1977 (экс Athysanini)
- Frequenamia  DeLong, 1947 (экс Athysanini)
- Hecaloidia  Osborn, 1923 (экс Athysanini)
- Huachia  Linnavuori, 1959 (экс Athysanini)
- Ilagia  Kramer & DeLong, 1968 (экс Athysanini)
- Kinrentius  Wei, Dietrich & Webb, 2010
- Kyra  Zanol, 2011 (экс Athysanini)
- Megabahita  Linnavuori & DeLong, 1978 (экс Athysanini)
- Menosoma  Ball, 1931 (экс Athysanini)
- Oxycephalotettix  Zahniser, 2005 (экс Athysanini)
- Parabahita  Linnavuori, 1959 (экс Athysanini)
- Perubahita  Linnavuori & DeLong, 1978 (экс Athysanini)
- Rineda  Linnavuori & DeLong, 1978 (экс Athysanini)
- Saadevra  McKamey, 2003 (экс Athysanini)
- Sanestebania  Linnavuori & DeLong, 1978 (экс Athysanini)
- Serridonus  Linnavuori, 1959 (экс Athysanini)
- Sinchonoa  Linnavuori & DeLong, 1978 (экс Athysanini)
- Suarezilinna  McKamey, 2003 (экс Athysanini)
- Taperinha  Linnavuori, 1959 (экс Athysanini)
- Tingopyx Linnavuori & DeLong, 1978 (экс Athysanini)
- Yuraca Linnavuori & DeLong, 1978 (экс Athysanini)